# Rymdziuny
Rymdziuny (biał. Рымдзюны, Rymdziuny; ros. Рымдюны, Rymdiuny) – agromiasteczko na Białorusi, w obwodzie grodzieńskim, w rejonie ostrowieckim, w sielsowiecie Gierwiaty, nad Oszmianką.
Ośrodek mniejszości litewskiej. Znajduje tu się Litewskie Centrum Kultury.

## Historia
W XIX i w początkach XX w. położone były w Rosji, w guberni wileńskiej, w powiecie wileńskim, w gminie Worniany. Po I wojnie światowej pod administracją polską, w Zarządzie Cywilnym Ziem Wschodnich. W latach 1920–1922 w składzie Litwy Środkowej.
Od 11 kwietnia 1922 leżały w Polsce, w województwie wileńskim, w powiecie wileńsko-trockim, do 1 kwietnia 1927 w gminie Worniany, następnie w gminie Michaliszki/Gierwiaty. W 1938 była to wieś i 2 folwarki.
Po II wojnie światowej w granicach Związku Sowieckiego. Od 1991 w niepodległej Białorusi.

## Szkoła
W 1996 powstała tu pierwsza na Białorusi szkoła z litewskim jako językiem wykładowym. Była to jedna z dwóch litewskich szkół na Białorusi obok szkoły w Pielasie. Wybudowana została ze środków państwa litewskiego, za jej finasowanie odpowiedzialny był rząd białoruski. W ostatnim roku działalności (2021/2022) w szkole uczyło się 82 uczniów. Zatrudnionych było 18 nauczycieli, w tym 14 obywateli Litwy.
W kwietniu 2022 władze białoruskie poinformowały, że od 1 września tego roku nauka we wszystkich szkołach mniejszości narodowych, w tym w szkole w Rymdziunach, ma odbywać się w języku białoruskim lub rosyjskim. Język litewski pozostał jako jeden z przedmiotów. Przeciwko tej decyzji protestowało Ministerstwo Spraw Zagranicznych Litwy.
W tym samym budynku równolegle funkcjonowała szkoła białoruska. Ponadto od 1994 w Rymdziunach istniało przedszkole litewskie.

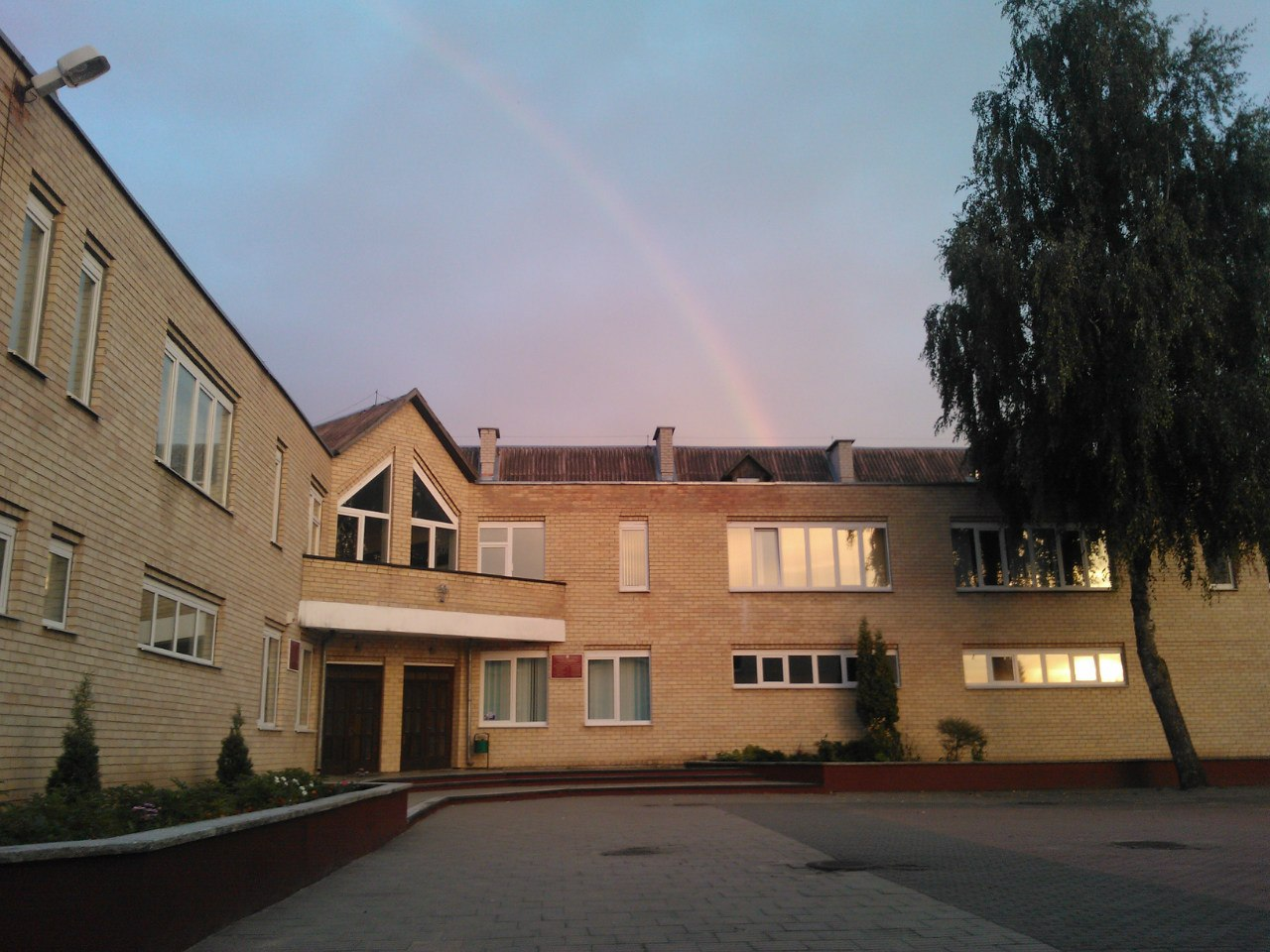
Litewskie Centrum Kultury w Rymdziunach